# Međuopćinska nogometna liga – Sjever – skupina Virovitica 1984./85.
Međuopćinska nogometna liga – Sjever – skupina Virovitica, također i kao Međuopćinska nogometna liga – skupina Virovitica; Međuopćinska nogometna liga Virovitica je bila liga petog stupnja nogometnog prvenstva Jugoslavije u sezoni 1984./85. 
 
Sudjelovalo je 10 klubova, a prvak je bilo "Jedinstvo" iz Gradine. 

## Ljestvica
| mj. | klub                    | ut. | pob. | ner. | por. | gol+ | gol- | bod | bod- |
| --- | ----------------------- | --- | ---- | ---- | ---- | ---- | ---- | --- | ---- |
| 1.  | Jedinstvo Gradina       | 18  | 14   | 0    | 4    | 63   | 26   | 28  |      |
| 2.  | Borac Virovitica        | 18  | 12   | 3    | 3    | 53   | 26   | 27  |      |
| 3.  | Podgorje                | 18  | 9    | 3    | 6    | 27   | 26   | 21  |      |
| 4.  | Zvijezda Turanovac      | 18  | 10   | 0    | 8    | 39   | 25   | 20  |      |
| 5.  | Graničar Okrugljača     | 18  | 9    | 2    | 7    | 33   | 34   | 20  |      |
| 6.  | Rezovac                 | 18  | 7    | 2    | 9    | 34   | 46   | 16  |      |
| 7.  | Drava Terezino Polje    | 18  | 6    | 3    | 9    | 33   | 49   | 15  |      |
| 8.  | Bratstvo Gornje Bazje   | 18  | 4    | 3    | 11   | 42   | 61   | 11  |      |
| 9.  | Crvena zvezda Obilićevo | 18  | 3    | 4    | 11   | 31   | 46   | 10  |      |
| 10. | Proleter Lukač          | 18  | 4    | 4    | 10   | 40   | 54   | 9   | -3   |

- Novo Obilićevo (također i kao Obilićevo) – tadašnji naziv za Zvonimirovo

## Rezultatska križaljka
| kratica | klub                    | BOR | BRA | CRVZ | DRA | GRA | JED | POD | PRO | REZ | ZVI |
| --- | ----------------------- | --- | --- | ---- | --- | --- | --- | --- | --- | --- | --- |
| BOR | Borac Virovitica        |     |     |      |     |     |     |     |     |     |     |
| BRA | Bratstvo Gornje Bazje   |     |     |      |     |     |     |     |     |     |     |
| CRVZ | Crvena zvezda Obilićevo |     |     |      |     |     |     |     |     |     |     |
| DRA | Drava Terezino Polje    |     |     |      |     |     |     |     |     |     |     |
| GRA | Graničar Okrugljača     |     |     |      |     |     |     |     |     |     |     |
| JED | Jedinstvo Gradina       |     |     |      |     |     |     |     |     |     |     |
| POD | Podgorje                |     |     |      |     |     |     |     |     |     |     |
| PRO | Proleter Lukač          |     |     |      |     |     |     |     |     |     |     |
| REZ | Rezovac                 |     |     |      |     |     |     |     |     |     |     |
| ZVI | Zvijezda Turanovac      |     |     |      |     |     |     |     |     |     |     |
| |                         |     |     |      |     |     |     |     |     |     |     |
| podebljan rezultat - utakmice od 1. do 9. kola (1. utakmica između klubova) rezultat normalne debljine - utakmice od 10. do 18. kola (2. utakmica između klubova) rezultat nakošen - nije vidljiv redoslijed odigravanja međusobnih utakmica iz dostupnih izvora rezultat smanjen * - iz dostupnih izvora nije uočljiv domaćin susreta prekrižen rezultat - poništena ili brisana utakmica p - utakmica prekinuta 3:0 p.f. / 0:3 p.f. - rezultat 3:0 bez borbe n.i. - nije igrano |                         |     |     |      |     |     |     |     |     |     |     |

 Izvori: